# حمیده معین‌فر
حمیده معین‌فر (۱۲ خرداد ۱۳۶۲) مترجم، نویسنده، تهیه‌کننده و کارگردان ایرانی است. او فعالیت فیلمسازی را از سال ۱۳۸۷ با مستند کوتاه سه در تهران آغاز کرد. او در همان سال مدرک کارشناسی ارشد خود را در رشتهٔ جامعه‌شناسی از دانشگاه تهران اخذ نمود و پس از آن در دی‌ماهِ سال ۱۳۸۸ به سوئد مهاجرت کرد. او دورهٔ مطالعات جنسیت را در دانشگاه لوند گذراند و در سال ۱۳۹۱ مستند کوتاه ماریپوسا را در کشور سوئد ساخت.
او پس از بازگشت به ایران بین سال‌های ۱۳۹۴ و ۱۳۹۶ به ساخت فیلم‌های کوتاه داستانی روی آورد، از جمله سیاه و زیبا که تریلرهای روانشناسانه بودند. علاقهٔ او به فیلم‌های نوآر و تریلرهای روانشناسانه باعث شد او فیلم‌سازی را به‌طور حرفه‌ای در این مسیر ادامه دهد. او نخستین فیلم بلند خود با نام شب هامون را در همین ژانر در سال ۱۳۹۹ کارگردانی کرد.
از کتاب‌هایی که او ترجمه کرده می‌توان به کتاب فیلم نوآر و سینمای پارانویا و کتاب خیابان بی‌نام، تاریخچه‌ی فیلم نوآر کلاسیک آمریکا اشاره کرد که توسط نشر اختران منتشر شده‌اند.

## فیلم‌شناسی

### کوتاه
- سه – مستند ۱۳۸۷ ایران ـ ۱۲ دقیقه
- ماریپوسا[۱۴][۱۵]– مستند/داستانی ۱۳۹۱ سوئد ـ ۱۵ دقیقه
- گلادیاتور – داستانی ۱۳۹۳ ایران ـ ۶ دقیقه - با نقش‌آفرینی میکائیل شهرستانی
- سیاه – داستانی/تجربی ۱۳۹۴ ایران ـ ۷ دقیقه - با نقش‌آفرینی ویشکا آسایش
- زیبا – داستانی ۱۳۹۶ ایران ـ ۷ دقیقه

### سینمایی
- شبِ هامون – سینمایی ۱۳۹۹ – ۷۳ دقیقه - با نقش‌آفرینی نازنین فراهانی و رضا یزدانی

### جوایز
- جایزهٔ بهترین فیلم غیراروپایی از هفدهمین دوره جشنوارهٔ فیلم‌های مستقل اروپا ECU 2022 برای فیلم سینمایی شب هامون[۱۶][۱۷][۱۸]
- جایزهٔ بهترین فیلم کوتاه داستانی از دوازدهمین دوره جشنواره‌ی بین‌المللی AOF آمریکا برای فیلم کوتاه سیاه[۱۹]
- دیپلم افتخار از جشنواره بین‌المللی فیلم سانست لوس آنجلس آمریکا برای فیلم ماریپوسا[۲۰]
- جایزهٔ بهترین تفسیر از رویداد معاصر، از جشنواره فیلم آرس سیراکوز ایتالیا برای فیلم ماریپوسا